# Gunjan Singh
Gunjan Singh (* 20. November 1989) ist eine ehemalige indische Leichtathletin, die sich auf den Hammerwurf spezialisiert hat.

## Sportliche Laufbahn
Erste internationale Erfahrungen sammelte Gunjan Singh im Jahr 2013, als sie bei den Asienmeisterschaften in Pune mit einer Weite von 55,05 m den sechsten Platz belegte. 2017 gelangte sie dann bei den Asienmeisterschaften in Bhubaneswar mit 59,19 m auf Rang fünf, ehe sie im Jahr darauf wegen eines Dopingverstoßes gesperrt wurde. 
2010 wurde Singh indische Meisterin im Hammerwurf.